# Sasha Sofie Lund
Sasha Sofie Lund (født 14. januar 1997) er en dansk skuespillerinde.

## Filmografi
- Frode og alle de andre rødder (2008) – Stinne
- Dirch (2011) – Josefine Passer

## Serier
- Mille (2009) – Marie
- Isas Stepz (2010) – Linnea
- Sjit Happens (2013) – Maja
- Ditte & Louise (2015) – Tilde